# Stoibrax pomelianum
Stoibrax pomelianum är en flockblommig växtart som först beskrevs av René Charles Maire, och fick sitt nu gällande namn av Brian Laurence Burtt. Stoibrax pomelianum ingår i släktet Stoibrax och familjen flockblommiga växter. Inga underarter finns listade i Catalogue of Life.